# Bernd Webersinke
Bernd Webersinke (* 28. Oktober 1951 in Goslar; † 4. August 2015 in Dresden) war ein deutscher Metallurg.

## Leben
Nach dem Abitur in Dortmund studierte Webersinke Eisenhüttenkunde an der Technischen Universität Clausthal mit Diplom-Abschluss.
Webersinke begann seine Berufstätigkeit 1978 in den Hamburger Stahlwerken als Betriebsassistent des späteren Geschäftsführers Gerhard Renz. Nach der Übernahme der Hamburger Stahlwerke 1995 durch Lakshmi Mittal und Eingliederung in die Ispat-Gruppe wurde Webersinke 1997 Mitglied des Due-Diligence-Teams von Ispat zur Übernahme der Langproduktwerke Ruhrort und Hochfeld von Thyssen Stahl. Darauf war er 1997–2007 Technischer Geschäftsführer für die  Ispat Walzdraht Hochfeld GmbH, die Ispat Stahlwerk Ruhrort GmbH und die Ispat Germany GmbH, wobei er für eine neue Drahtstraße sorgte. 2008 wurde er Vice President für ArcelorMittal Long Carbon Europe in Luxemburg und Berater für das Gesamtunternehmen.
Webersinke beteiligte sich fortwährend an der Gemeinschaftsarbeit des Vereins Deutscher Eisenhüttenleute (VDEh), und mehr als 10 Jahre war er Mitglied des Vorstandes des VDEh.